# Ernst Ludwig Leyser
Pour les articles homonymes, voir Leyser.
Ernst Ludwig Leyser (né le 10 septembre 1896 à Hombourg et mort le 6 décembre 1973 à Bad Bergzabern) est un homme politique allemand (NSDAP) et SS-Brigadeführer. Il est président de la deuxième chambre de la Cour suprême du Parti NSDAP et est également Gauleiter adjoint du Gau Rheinpfalz. 

## Biographie
Leyser est le fils d'un inspecteur de la Reichsbahn, il a sept frères et sœurs et grandit dans une famille piétiste. Il étudie à l'école primaire de 1903 à 1907 puis au lycée de Grünstadt jusqu'en 1913, mais doit abandonner l'école pour des raisons financières. À partir du 1er octobre 1913, il sert pendant un an dans le 118e régiment d'infanterie (de) à Worms. En tant que sous-officier et aspirant officier, il participe à la Première Guerre mondiale et est transférée chez lui le 6 novembre 1918 à cause d'une intoxication par un gaz toxique. Leyser est libéré du service militaire le 22 novembre et reste sans emploi jusqu'à son entrée dans une compagnie d'assurance en 1919. De 1920 au 1er décembre 1929, il travaille comme assistant de bureau et salarié à la Reichsbahn. À partir du 1er décembre 1928, il travaille pour la Reichsbahn dans le Palatinat occidental et, à partir de 1931, à Neustadt an der Haardt. En congé de service depuis 1932, le paiement des salaires est interrompu en 1934. Néanmoins, il est promu à la Reichsbahn Oberrat jusqu'au début des années 1940.

## Carrière sous le national-socialisme
En octobre 1920, Leyser rejoint le NSDAP (numéro de membre 5418). Après l'occupation française en 1923, il est expulsé du Palatinat et rejoint la Communauté populaire de la Grande Allemagne (de) (GVG). Il ne participe pas au coup d'État d'Hitler en raison d'un retard de train, mais reçoit l'Ordre du sang. Il est également membre de la Schützen- und Wanderbund, une organisation nazie, et de l'Association des officiers Deutschvölkischer. En janvier 1925, Leyser revient au Palatinat, réintègre le NSDAP (numéro 20.603) le 9 octobre 1925 et devient en avril le fondateur du groupe local NSDAP et SA-Storm de Neustadt an der Haardt. Il rejoint également les SS (numéro de membre 153) le 28 septembre 1925 et est promu SS-Sturmführer en avril 1926. Du 1er septembre 1927, avec une interruption en 1930, jusqu'à la fin de la guerre, il est Gauleiter adjoint du Gau Rheinpalz. De 1928 à 1930, il est officier du personnel de la Gauleitung Rheinpfalz et jusqu'en 1934 président du Gaugesicht et de la Commission d'enquête et d'arbitrage. Avant de devenir le président de la Commission d'enquête et d'arbitrage en 1928, il quitte les SS. En 1932, il est pendant une courte période président de la deuxième chambre de la Cour suprême du Parti. De 1932 à 1933, Leyser est aussi député du Landtag de Bavière et de 1933 jusqu'à la fin de la guerre en 1945, il est député du Reichstag national-socialiste pour la 27e circonscription. Leyser est également président des conseils de surveillance d'Elektrowerbung AG (Ludwigshafen), de Pfalzwerke AG (Ludwigshafen), de Saar-Ferngas AG et de Vereinigte Saar-Elektrizitäts AG. À la mi-janvier 1934, il prend la direction de la Fondation Josef Bürckel. En mai 1935, il est nommé citoyen d'honneur à Neustadt an der Haardt. 
Leyser devient candidat SS en 1934 et réintègre la SS le 1er janvier 1935 avec le numéro 219.077 mais le 3 février 1942, il se voit réattribué son numéro 153 d'origine. Le 22 janvier 1935, il est promu SS-Standartenführer et le 9 novembre 1936 SS-Oberführer. De mars 1938 à avril 1940, en l'absence du Gauleiter Josef Bürckel, il est Gauleiter provisoire du Gau Saarpfalz, qui est formé par la fusion des Gau Rheinpfalz et Saarland et dont il reste Gauleiter adjoint par la suite. La coopération devenant de plus en plus difficile après le retour de Bürckel, en février 1941, il se tourne vers l'état-major de l’adjoint du Führer pour démissionner de ce bureau du parti et pour pouvoir en contrepartie entrer au service de l'État ou de la municipalité. À partir de juillet 1941, il n'occupe donc que nominalement le poste de Gauleiter adjoint. 
Fin septembre 1941, il est nommé commissaire général à Tchernigov, en Ukraine. Cependant, il ne peut prendre ses fonctions car la région est administrée par la Wehrmacht. Le 4 février 1942, il est promu SS-Brigadeführer. D'octobre 1942 à septembre 1943, Leyser est commissaire général à Zhitomir, en Ukraine, où il participe à des campagnes de réinstallation et à la politique d'extermination nazie. Par la suite, initialement sans emploi, il refuse un poste d'administrateur du district et, après avoir quitté la SS, il rejoint la Wehrmacht. À partir de septembre 1944, il est Gauinspekteur (inspecteur régional) pour les fortifications de Lorraine. En décembre 1944, il devient commissaire général du groupe d'armées C en Italie. De mi-janvier à fin mars 1945, il est gouverneur de la province de Nassau.

## Après-guerre
Après la fin de la Seconde Guerre mondiale, Leyser vit en Bavière jusqu'en 1948 et est interné à Darmstadt, Landau et Trèves jusqu'en 1949. En août 1949, il est dé-nazifié selon une procédure de Spruchkammer en tant que "délinquant mineur", malgré une objection à ce sujet, la procédure est abandonnée fin mars 1950. De même, le tribunal de district de Frankenthal a clos la procédure engagée contre lui pour crimes contre l'humanité, intrusion grave et rupture de la paix faute de preuves en septembre 1951. Après son licenciement, il travaille pour l'église et plus tard jusqu'à sa retraite en 1956 en tant que cheminot à Neustadt an der Weinstrasse et Ludwigshafen am Rhein. Il fonde le groupe électoral Leyser à Bergzabern et est conseiller municipal à Bergzabern de 1956 à 1964, initialement pour ce groupe électoral puis pour le FDP. De 1956 à 1960, il est également second adjoint volontaire à Bergzabern. De 1956 à 1971, il dirige également le centre d'éducation des adultes de Bergzabern et est également membre du Synode de l'Église d'État du Palatinat.